# Інцидент у Приштинському аеропорту
Інцидент у Приштинському аеропорті (англ. Incident at Pristina airport), в російській історіографії Марш-кидок на Приштину (рос. Марш-бросок на Приштину) — інцидент, що стався в ніч на 12 червня 1999 року між військовими силами НАТО та зведеним батальйоном повітрянодесантних військ (ПДВ) ЗС Росії в Міжнародному аеропорту Приштини в післявоєнний період на території Косова. Російські війська зайняли аеропорт та перебрали контроль над ним, випередивши миротворчі сили НАТО; у підсумку, після напруженого протистояння, все вирішилось мирним шляхом.

## Передісторія
Після початку військових дій між Югославською армією та Армією визволення Косова Захід звинуватив сербську владу в етнічних чистках. Після інциденту в селі Рачак блок НАТО зажадав вивести сербські війська з автономної області Косово і Метохія, головним чином населеної албанцями. Югославія не виконала умов ультиматуму. Відтак 24 березня 1999 року війська НАТО почали військову операцію щодо Югославії, яка тривала з березня по червень.
В ході операції авіація НАТО здійснювала бомбардування стратегічних військових і цивільних об'єктів на території Сербії. На 12 червня було заплановано введення сухопутних військ НАТО з боку Македонії. Головним стратегічним об'єктом, що підлягав захопленню в першу чергу, став міжнародний аеропорт «Слатіна», розташований в 15 км на південний схід від міста Приштина, — єдиний аеропорт зі злітно-посадковою смугою, здатною приймати будь-які типи літаків, в тому числі важкі військово-транспортні.
Росія, маючи на той час ділові партнерські стосунки з Україною, від самого початку бомбардувань Югославії намагалася політичним способом протистояти країнам організації Північноатлантичного договору.

## Початок операції

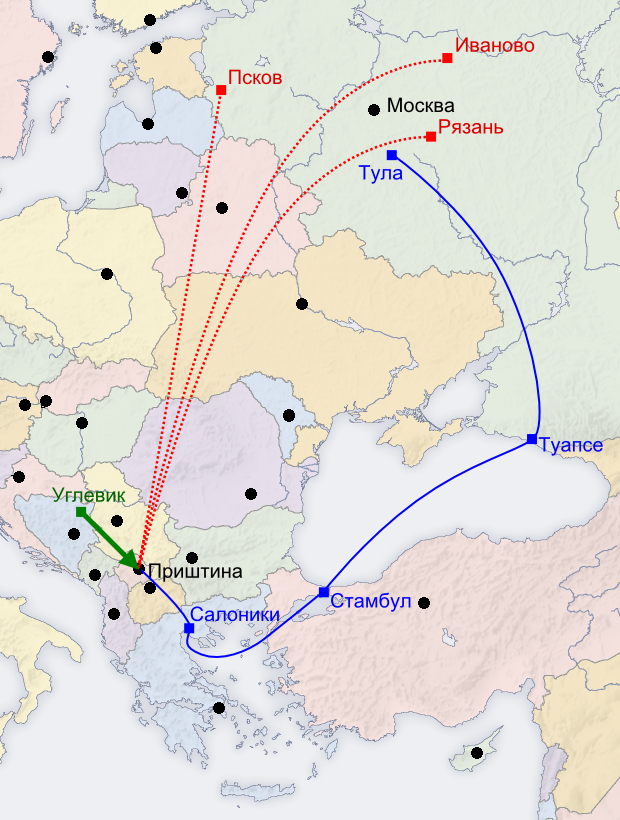
Перекидання російського контингенту KFOR:
Марш-кидок на Приштину 12 червня 1999 року
Повітряний маршрут. Перекидання десантників з Пскова, Рязані і Іваново
Морський маршрут. Перекидання десантників і техніки з Тули

У ніч на 12 червня 1999 року передовий загін ПДВ на кількох бронетранспортерах (БТР) і автомашинах висунувся з міста Уґлєвика в Боснії і Герцеговині в бік кордону Югославії. Колона ПДВ Росії без проблем перетнула кордон. До цього моменту командування НАТО не мало відомості про початок марш-кидка російських десантників на Приштину.
Ще до перетину кордону маркування російської бойової та транспортної техніки було змінено з «SFOR» на «KFOR». Особовому складу було поставлено завдання в найкоротші терміни подолати понад 600 кілометрів і захопити аеродром «Слатіна» до приходу сил НАТО. Колона російських десантників прибула до Приштини приблизно о 02:00 ночі 12 червня 1999 року. Населення міста вийшло на вулиці зустрічати колону, при цьому використовувалися петарди, світлові ракети, десь лунали автоматні черги. Колона пройшла через Приштину за 1,5 години. Відразу після Приштини колона ПДВ в'їхала в Косово Поле, де зупинилася на нетривалий час для уточнення завдань і отримання відомостей від розвідки.
Під час просування колона зустрічала численні підрозділи сербської армії, що відступали. Десантники швидко захопили всі приміщення аеропорту «Слатіна», зайняли кругову оборону, організували блокпости і приготувалися до появи перших колон НАТО, які вже перебували в дорозі. Завдання із захоплення аеропорту «Слатіна» було виконано до 7 години ранку 12 червня 1999 року.
Пряму трансляцію про введення російського батальйону до Приштини вела телекомпанія CNN.

## Переговори й консенсус
Протягом декількох днів переговори між Росією і НАТО (в особі США) на рівні міністрів закордонних справ і оборони проходили в Гельсінкі, Фінляндія. Весь цей час російські і британські війська в районі аеропорту «Слатіна» не поступалися один одному ні в чому, хоча на територію аеропорту було допущено нечисленну делегацію на чолі з генералом Майком Джексоном.
Під час складних переговорів сторони домовилися розмістити російський військовий миротворчий контингент у Косові в межах районів, підконтрольних Німеччині, Франції та США. Росії не було відведено спеціального сектора через побоювання НАТО, що це призведе до фактичного поділу краю. При цьому аеропорт «Слатіна» перебував під контролем російського контингенту, але повинен був використовуватися також силами НАТО для перекидання їхніх збройних сил та інших потреб.
Протягом червня — липня 1999 року в Косово з аеродромів в Іванові, Пскові та Рязані прибули кілька військово-транспортних літаків Іл-76 з російським миротворчим контингентом (ПДВ), військовою технікою та обладнанням. Однак більше число російських військовослужбовців увійшло в Косово з морського маршруту, коли вивантажувалися в грецькому порту Салоніки з великих десантних кораблів «Микола Фільченков», «Азов» (БДК-54), «Цезар Куніков» (БДК-64) і «Ямал» (БДК-67), і надалі здійснивши марш в Косово через територію Македонії.
Починаючи з 15 жовтня 1999 року аеропорт «Слатіна» став приймати і відправляти міжнародні пасажирські рейси, знову отримавши статус міжнародного аеропорту.

## Підсумки
Внаслідок операції російські миротворці розмістилися в Косово, але тільки в зонах відповідальності інших миротворчих місій, хоча Росія й наполягала на виділенні окремої зони з сербським населенням. Миротворці з Росії перебували у Косові аж до 2003 року, коли їхній контингент (650 військовослужбовців) було виведено з Косова.
Начальник Генерального штабу ЗС Росії Анатолій Квашнін основною причиною виведення російських військ із краю назвав відсутність у Росії реальних інтересів на Балканах і фінансову скруту — Міністерство оборони ухвалило рішення заощадити 28 мільйонів доларів, які щорічно витрачалися на підтримку російського контингенту.
Президент Росії В. В. Путін, коментуючи виведення російських військ із Косова, заявив:
«Присутність там нашого контингенту, який нічого не вирішує і ні на що не може вплинути, безглузда»